# 西鉄グループ
西鉄グループ（にしてつグループ、英: Nishitetsu Group）は、大手私鉄の西日本鉄道株式会社（略称:西鉄、福岡県福岡市中央区天神）を中核とする企業グループ。2021年3月31日現在、西鉄を含め85社と1学校法人で構成される。1997年のVI導入後は「にしてつグループ」と、平仮名混じりで表記される。

## 概要
グループの中核となる事業は鉄道事業、バス事業をはじめとする運輸業であり、これに付随する事業として不動産業、流通業、物流業、レジャー・サービス業と、それ以外の事業の計6セグメントに分類されている。このうち、西鉄本体が手がけているものとしては運輸業（鉄道事業、バス事業）、不動産業（SC運営管理をはじめとする不動産賃貸、不動産分譲等）、物流業（国際物流）、レジャー・サービス業（香椎花園の運営）で、それ以外の事業はグループ会社が手がけている。
2013年策定のグループ将来ビジョンにおいては、事業ポートフォリオとして、福岡を拠点とした『地域マーケットビジネス』と、物流業を軸とした『国際物流ビジネス』を2つの核と位置づけている。

## 西鉄グループ企業一覧
西鉄公式サイトにおいてグループ企業と位置づけられている企業の一覧。（ ）内は本社所在地（都道府県名の記載がないものは福岡県、国名の記載がないものは日本国内）。特記無き事業者は全て株式会社である。

### 運輸業

#### 鉄道
- 西日本鉄道（福岡市中央区）
- 筑豊電気鉄道（中間市）
- 西鉄ステーションサービス（福岡市中央区）

#### バス・タクシー
- 西鉄観光バス（福岡市中央区）
- 亀の井バス（大分県別府市）
- 日田バス（大分県日田市）
- 西鉄バス北九州（北九州市小倉北区）
- 西鉄バス佐賀（佐賀県佐賀市）
- 西鉄バス久留米（久留米市）
- 西鉄バス筑豊（飯塚市）
- 西鉄バス大牟田（大牟田市）
- 西鉄バス宗像（宗像市）
- 西鉄バス二日市（大野城市）
- 北九西鉄交通（北九州市小倉北区）
- 福岡西鉄タクシー（福岡市南区）
- 久留米西鉄タクシー（久留米市）
- 柳川西鉄タクシー（柳川市）
- 宗像西鉄タクシー（宗像市）

#### その他運輸業
- 西鉄チケットサービス（福岡市中央区）

### 不動産
- 博多バスターミナル（福岡市博多区） - 博多バスターミナルの管理運営。2016年4月1日に現社名に変更。旧・福岡交通センター。
- 福岡交通会館（福岡市東区） - 福岡交通会館の管理運営
- 西鉄ビルマネージメント（福岡市中央区）
- 西鉄不動産（福岡市中央区）　- 元・東邦電力子会社
- スピナ（北九州市八幡東区） - 元・新日本製鐵グループ。スーパーマーケット部門も有していたが、2009年度に西鉄ストアへ事業譲渡。
- 西鉄ケアサービス（福岡市博多区） - ケアハウス「サンカルナ」の運営（施設そのものは西鉄本体が所有）。

### 流通
- 西鉄ストア（筑紫野市）
- インキューブ西鉄（福岡市中央区）

### 物流

#### 国際物流事業
- NNR Global Logistics USA Inc.（アメリカ合衆国・イリノイ州Itasca）
- NNR Global Logistics Korea Co.,Ltd.（韓国・ソウル市麻浦区）
- NNR GLOBAL Logistics  (HK) Limited（中国・香港新界）
- NNR Global Logistics Taiwan Inc.（台湾・台北市）
- NNR Global Logistics UK Limited（イギリス・ミドルセックス州Feltham）
- NNR + Dachser GmbH （ドイツ・フランクフルト）
- NNR + Dachser Hungary Forwarding and Logistics Limited （ハンガリー・ペシュト県Pilisvörösvár）
- NNR Global Logistics Netherlands B.V. （オランダ・オードミーア）
- NNR Global Logistics (S) PTE LTD（シンガポール）
- NNR Global Logistics (Thailand)Co.,Ltd.（タイ・バンコク）
- PT. NNR RPX Global Logistics Indonesia （インドネシア・ジャカルタ）
- NNR Global Logistics (Beijing) Company Limited.（中国・北京市）
- NNR GLOBAL LOGISTICS (PHILIPPINES)INC.（フィリピン・パラニャーケ）
- NNR Global Logistics(Guangzhou)Co.,Limited.（中国・広州市）
- NNR International Logistics(Shanghai)Company Limited.（中国・上海市）
- NNR Global Logistics India Private Limited （インド・ハリヤーナー州グルガーオン）
- NNR Global Logistics Mexico S.A.DEC.V.（メキシコ・メキシコシティ）
- NNR GLOBAL LOGISTICS (VIETNAM) CO.,LTD.（ベトナム・ホーチミン）
- NNR GLOBAL LOGISTICS  AUSTRALIA PTY LTD（オーストラリア・ニューサウスウエールズ州）
- NNR GLOBAL LOGISTICS FRANCE  SAS（フランス共和国・パリ）
- NNR GLOBAL LOGISTICS (SHANGHAI) CO., LTD.（中国・上海市）
- NNR GLOBAL LOGISTICS NEW  ZEALAND LIMITED（ニュージーランド・オークリッジ）
- NNR GLOBAL LOGISTICS (M)  SDN BHD.（マレーシア・スランゴール州Petaling Jaya）

#### 国内物流事業
- 西鉄運輸（福岡市博多区）
- 西鉄物流（千葉県市川市）

### レジャー・サービス業

#### ホテル・旅行業
- 西鉄ホテルズ（福岡市中央区、旧社名西鉄イン） - 「西鉄イン」・「西鉄グランドホテル」・「ソラリア西鉄ホテル」・「西鉄ホテル クルーム」を運営
- Nishitetsu One Style（福岡市中央区） - ONE FUKUOKA BLDG.内の「ONE FUKUOKA HOTEL」運営のために設立。完全子会社。
- NNR Hotels International Korea Co., Ltd.（韓国） - 「ソラリア西鉄ホテルソウル明洞」「ソラリア西鉄ホテル釜山」を運営
- NNR Hotels International (Thailand) Co., Ltd.（タイ） - 「ソラリア西鉄ホテルバンコク」を運営
- 西鉄旅行（福岡市中央区）

#### レジャー
- 西鉄ウェルネス（福岡市中央区） - 西新パレスドーム、西新ゴルフセンター等の運営。旧：西鉄興業。2022年3月31日に西新パレスが運営が終了したことから、社名を現社名に変更した（住所も福岡市早良区から福岡市中央区大手門に移転）[2]。
- 海の中道海洋生態科学館（福岡市東区） - マリンワールド海の中道を運営
- マリンワールドPFI（福岡市中央区）

#### その他のサービス業
- 西鉄エアサービス（北九州市小倉南区） - 北九州空港・福岡空港・佐賀空港・熊本空港・宮崎空港・山口宇部空港・新千歳空港・松山空港の地上ハンドリング業務。旧社名北九州エアサービス。人材派遣事業部はヒューマン・ハート西鉄の名で事業展開
- ラブエフエム国際放送（福岡市中央区） - 旧社名天神エフエム。
- 西鉄エージェンシー（福岡市中央区）
- 交通広告サービス（福岡市南区）
- 西鉄アカウンティングサービス（福岡市博多区）
- 西鉄人事サービス（福岡市博多区）
- 西鉄ウィルアクト（福岡市博多区）
- 西鉄情報システム（福岡市博多区）

### その他

#### 製造・修理業
- 西鉄車体技術（佐賀県基山町） - 2016年1月24日に商号変更。旧社名・共栄車体工業[3] - バス車両・特装車などの車両改造、修理、部品販売、中古車販売など。2010年10月31日に会社解散した西日本車体工業の技術・ノウハウを引き継ぎ事業を手がける[4][5]。西工ボディを採用した日産ディーゼル製バス車両のアフターサービスも担当する[6]。
- 西鉄エム・テック（福岡市博多区） - 車両整備。西鉄バスの保守点検も担う。
- 西鉄エンジニアリング（福岡市南区） - 2019年4月10日に商号変更。旧社名・西鉄テクノサービス株式会社 - 西鉄電車の鉄道車両の保守整備。
- 九州メタル産業（北九州市小倉北区） - 金属くずの加工処理販売等。豊田通商との合弁。

#### 建設業
- 西鉄建設（福岡市中央区）
- 西鉄シー・イー・コンサルタント（福岡市南区）
- 西鉄グリーン土木（福岡市中央区）

### その他
- ニモカ（福岡市博多区） - ICカード乗車券nimocaを発行
- 福岡小松フォークリフト（福岡市東区） - 小松製作所との共同出資でフォークリフト等コマツ製物流機器の販売・サポート・教育訓練を実施
- 学校法人西鉄学園（大野城市） - 西鉄自動車学校 ・西鉄自動車整備専門学校 ・西鉄国際ビジネスカレッジ を運営
- 福岡中央児童会館等建替え整備事業（福岡市博多区）

## その他関連会社
西鉄公式サイトでグループと位置づけられている西鉄の関連会社。
- 九州急行バス（福岡市博多区） - 西鉄・昭和自動車・祐徳自動車・西肥自動車・長崎県交通局の5社局均等出資
- 太宰府園（太宰府市） - だざいふ遊園地を運営
- 福岡国際空港（福岡市博多区）

## 過去の関係会社

### すでに解散した主な子会社
- 福岡スポーツセンター - 西日本鉄道に吸収合併
- 九州特殊鋼 - グループ外の不二越鋼材工業に吸収合併
- 西鉄バス遠賀 - 北九州・遠賀地区の事業を西鉄バス北九州へ、直方地区の事業は西鉄バス筑豊へ、それぞれ譲渡。
- 添田交通 - 嘉穂交通を存続会社として合併し解散。西鉄バス筑豊母体のひとつ。
- 九州観光バス - 西鉄北九州観光・西鉄観光バス（初代）と合併し西鉄観光バスに再編（法人格は九州観光バスを承継）。
- 西鉄北九州観光 - 九州観光バスに吸収合併。
  - 西鉄バス二豊 - 西鉄バス京築に吸収合併。
  - 西鉄バス京築 - 京築地域からのバス撤退に伴い、一般路線事業を西鉄バス北九州へ譲渡した上で、観光バス事業をもって西鉄北九州観光に吸収合併。
- 西鉄バス両筑
- 大阪西鉄観光バス - 解散後、車両と不動産を大阪バスに売却
- 関門急行バス - 関門急行線の運行会社。西鉄・山陽電気軌道（当時、現・サンデン交通）・防長交通・山陽急行バス（当時、現・サンデン観光バス）・関門海峡汽船（当時、現・関門汽船）の5社合弁。
- 西鉄高速バス - 西日本鉄道に吸収合併。
- 日田バス観光興産有限会社
- 大川西鉄タクシー
- 日田西鉄タクシー
- 大牟田西鉄タクシー
- 太陽タクシー - 福岡西鉄タクシーに吸収合併
- 西鉄三和タクシー有限会社 - 久留米西鉄タクシーに吸収合併
- 日本自動車航送
- ジャパン・エアカーゴ・コンソリデーターズ
- 渡辺自動車工業 - 九州飛行機の後身
- 九州車輌
- 西鉄天神ソラリア - ソラリアプラザ・天神コア等を運営。2005年に西鉄ビル管理を吸収した後西日本鉄道に吸収合併。
  - 西鉄天神コアビル - 天神コアの管理・運営会社であったが、1999年に西鉄ビル管理社へ統合
- 西鉄タミー - 後に西鉄ストアに吸収合併。
- ニック
- グランドストア西都 - 後にタミーと合併、西鉄タミーとなる。
- ビルサービス西鉄ー西鉄ビルテックへ吸収合併し西鉄ビルマネージメントへ商号変更
- 柳川西鉄旅行
- 南風ビラ
- 若松観光
- 亀の井バス旅行社
- 電子機器サービス西鉄
- 西鉄名店街
- 西鉄地所
- ダイクス西鉄 - 後に西鉄ストアに吸収合併。その後、ホームセンターから撤退し西鉄ストアの別ブランドに転換。
- 北九州空港ビルディング
- 船小屋鉱泉
- 有限会社亀の井観光社
- 日中国際旅行
- グランシェフ西鉄
- 大分西鉄ホテル - 大分西鉄グランドホテルを運営
- 九重観光開発
- 西鉄ホテルシステムズ - 西鉄シティホテルに吸収合併
- 西鉄グリーン株式会社 - 西鉄土木に吸収合併され、西鉄グリーン土木に改称。
- 西鉄ロードサービス - 同上
- 日田バス自動車工業 - 日田バスに吸収合併
- 西日本車体工業
- 久留米不動産 - 久留米西鉄タクシーに吸収合併
- 有限会社西工エンジニアリング - 西工サービスに吸収合併
- 福岡振興商事 - 西日本車体工業に吸収合併
- ホーマー化学 - 西日本車体工業に吸収合併
- シグマ工業 - 共栄車体工業に吸収合併
- あんくるふじや - 西鉄ストアに吸収合併
- 九重西鉄ホテル（大分県玖珠郡九重町） - 法華院温泉山荘が買収し、法華院温泉山荘別館「花山酔」としてリニューアル
- 九重交通開発（大分県別府市）
- 東福岡西鉄タクシー（福岡市東区）- 福岡西鉄タクシーに吸収合併
- NISHITETSU TRAVEL HAWAII, INC. （アメリカ合衆国・ハワイ州 ホノルル） - 西鉄旅行の子会社
- 花プランタン（北九州市八幡東区）- スピナの子会社
- 西鉄タクシーホールディングス（福岡市南区） - 西日本鉄道に吸収合併
- 西鉄プラザ（福岡市博多区） - 飲食事業を西鉄ストアに分割譲渡し解散
- 西鉄シティホテル（福岡市中央区） - 西日本鉄道に吸収合併、ホテル運営事業は西鉄ホテルズが継承
- サンレスト（北九州市戸畑区） - スピナの完全子会社。スピナに吸収合併[7]
- スピナビルサービス　-　安川電機の孫会社・安川ビスサービスをスピナが2022年6月1日付で買収[8],2023年4月1日付でスピナに吸収合併[9]
- 西鉄電設工業（福岡市博多区） - 2023年4月1日、西鉄ビルマネジメントに合併[10]

### 西鉄グループを離脱した会社
- 井筒屋 - ただし、現在でも西鉄が筆頭株主である。
- 大分交通 - ただし、現在でも西鉄が大株主の1つである
- ニッポンレンタカー九州
- 博新車両工業 - JR西日本グループへ売却。その後、グループ企業の再編でジェイアール西日本新幹線テクノスとなる。
- 西日本空輸 - 現在も資本関係あり
- 西鉄野球 - プロ野球・西鉄ライオンズを保有。中村長芳への売却（福岡野球に社名変更）によりグループ離脱。後に西武グループに再度売却され、現在は西武ライオンズ（球団名は埼玉西武ライオンズ）。

## 主なグループ外の出資会社
資本関係にあるものの、西鉄グループには含まれない主な会社を示す
- にしけい[11]
- 大分バス - 16%出資
- 西肥自動車 - 約10%出資
- 宮交ホールディングス
- 福岡中央銀行 - 約5%出資
- 筑邦銀行 - 約2%出資 [12]
- 正興電機製作所 - 約10%出資[13]
- 東陽テクニカ [14]
- 富士ピー・エス[15]
- 福岡エアポートホールディングス
- 柳川観光開発（柳川市） - 柳川川下りを運営。西鉄と西鉄旅行が出資。
- 大分ICカード開発（大分県大分市）
- 福岡デューティフリー（福岡県福岡市）‐30％出資
- 共立（東京都中央区）[16]
- 博多ステーションビル（福岡県福岡市）‐12.5％出資
- スターフライヤー（福岡県北九州市）[17]
- RKB毎日放送（福岡県福岡市）‐3.03％出資
- コカ・コーラウエスト（福岡県福岡市）
- 九電工（福岡県福岡市）[18]
- ネクスト・モビリティ（福岡県福岡市）[19] - 三菱商事との共同出資
- 西鉄自然電力合同会社（福岡市博多区） - 自然電力との合弁会社

## かつて資本関係のあった西鉄グループ外の会社
かつて資本関係にあったものの、西鉄グループには含まれない会社。
- 熊本電気鉄道 - かつて筆頭株主であった
- 北九州高速鉄道 - 発足時、およそ20%出資
- 福岡三越（初代） - 発足時、およそ18%出資
- 岩田屋
- マルキョウ -一時期、 10%出資[20][21]。資本関係解消後も、業務提携は継続。[22]
- 九州朝日放送
- 小倉興産
- WACOフィンランド[23]
- シーサイドスパ[24]
- 福岡空港ビルディング[25] - 福岡エアポートホールディングスの子会社化
- ハウステンボス[26]